# Macropus giganteus
Macropus giganteus, ou canguru cinza oriental é uma espécie de canguru da família Macropodidae. Encontrado no leste e sudeste da Austrália, e também na Tasmânia, com uma população total de milhões. O macho desta espécie costuma pesar em torno dos 66 kg e medir 2 metros de estatura. Seu nome científico, Macropus giganteus é enganoso, devido a existência do canguru-vermelho que pode chegar a pesar 85 kg.